# Mikalojus Daukša
Mikalojus Daukša in polacco Mikołaj Dauksza (Babėnai, 1527/1538 – Varniai, 16 febbraio 1613) è stato un presbitero, umanista e letterato lituano figura della controriforma lituana nonché uno dei padri della letteratura lituana.

## Biografia
Nato probabilmente dopo il 1527, Daukša probabilmente ricevette la sua formazione a Vilnius e presso una delle Università dell'Europa occidentale.
Parlava diverse lingue e aveva una biblioteca personale, tra cui libri di Erasmo da Rotterdam e Filippo Melantone.
Daukša fu canonico di Medininkai (oggi Varniai) e successivamente amministratore apostolico della diocesi di Samogizia. Sotto gli auspici del vescovo Merkelis Giedraitis, tradusse il catechismo dal teologo gesuita spagnolo Jacobo Ledesma.
Il libro, tradotto dalla traduzione in polacco da Jakub Wujek, fu pubblicato nel 1595, e divenne uno dei mezzi per combattere il paganesimo, che a quel tempo era ancora diffuso in Lituania. L'opera servì anche per contrastare la crescente minaccia al Cattolicesimo rappresentata dalla Riforma protestante, che era promossa in Lituania dalla famiglia Radziwiłł. È stato anche il primo libro in lingua lituana stampato nel Granducato di Lituania.
Nel 1599 Daukša pubblicò un'altra opera importante, la traduzione lituana della raccolta di sermoni in polacco di Jakub Wujek, la "Catholica Postilla". Ci sono due prefazioni a questo lavoro, una in latino e uno in polacco. Nella prefazione polacca, Daukša sostiene la promozione della lingua lituana nel Granducato e dà una breve definizione della nazione lituana e dello Stato. Il libro è considerato più prezioso e importante del Catechismo e costituisce uno dei monumenti della lingua lituana.